# Sitellitergus aemulus
Sitellitergus aemulus là một loài ruồi trong họ Tachinidae.